# Sencor
Sencor je značka spotřební elektroniky, která vznikla v roce 1969 v Japonsku. Na počátku 90. let pak značku koupila Fast ČR se sídlem v Říčanech u Prahy. Podle firemních materiálů vznikl název značky spojením japonského slova „sen“, tedy 1000 a latinského slova „cor“ – srdce.

## Historie

### Zrod značky
Japonsko řešilo otázku, jak nastartovat válkou zdevastovanou ekonomiku a jednou z cest se ukázal státem mohutně podporovaný nákup know-how ze Spojených států a Evropy. K předválečným firmám podnikajícím v odvětví elektroniky (Panasonic, Hitachi, Sharp) se začaly přidávat nové – Sony, Akai, Sanyo, Aiwa a v roce 1969 také Sencor.

### Expanze v 70. letech
V letech sedmdesátých světem zmítala ropná krize, ale japonské elektronické firmy nadále prosperovaly a Sencor byl jednou z nich. Započal rozšiřovat svůj sortiment a budovat své postavení na světových trzích. Kazetové magnetofony a autorádia Sencor se staly hitem nejprve ve Velké Británii a brzy i v celé Evropě. Jako vůbec první značka představil Sencor v roce 1972 vícestopý stereo magnetofon. Značka přispěla k rozšíření funkce „reverse“ na kazetových magnetofonech, s dvojitým kazetovým magnetofonem schopným nahrávat, nebo s Mobile Hi-Fi – jedním z prvních přenosných Hi-Fi systémů vybavených systémem Dolby NR pro redukci šumu při nahrávání. Evropě Sencor představí i nový přístup k autorádiím s kazetovým přehrávačem.

### 90. léta – přesun do Evropy
V devadesátých letech se Sencor stal firmou evropskou. Je řízen z Evropy, své produkty vyrábí v Asii i v evropských zemích. Dochází k úpravě loga, Sencor se však stále hlásí k tomu nejlepšímu z tradic japonského technologického zázraku a důsledně rozvíjí všechny záměry zakladatelů značky.

### Současnost
V současnosti tuto značku vlastní a spravuje česká firma FAST ČR a.s., provozovatel sítě Planeo Elektro. Značka se zaměřuje především na malé domácí spotřebiče (kuchyňské roboty, mixéry, vysavače, žehličky) a spotřební elektroniku (televizory, tablety, telefony). Společnost nemá vlastní továrny a zhotovení výrobků si objednává u svých partnerů v Jižní Koreji, Číně, Tchaj-wanu, Turecku a Česku. Opravy zboží a výrobků zajišťuje centrála společnosti FAST v Říčanech u Prahy. V roce 2022 otevřela značka Sencor první značkovou prodejnu v České republice v OC Letňany.

## Sortiment
Sencor dnes sází na několik trendů. V první řadě je to šířka sortimentu. Portfolio jeho výrobků dnes přesahuje tisíc položek v šesti sortimentních skupinách (spotřební elektronika, tablety a telefony, kancelářská technika, autoelektronika, kuchyň, domácnost, zdraví a krása). V druhé řadě je to pak zaměření na nízkou cenu - zboží této značky patří mezi nejlevnější, což může (a nemusí - na úkor kvality) být výhoda pro zákazníky. Časopis Dtest označil několik výrobků této značky jako výhodnou koupi.

## Sponzorské aktivity
V České republice společnost sponzoruje Českou hokejovou reprezentaci, Extraligu ledního hokeje, hokejový tým HC Sparta Praha, fotbalový tým Bohemians Praha 1905, festival Rock for People a ocenění za nejlepší hokejovou akci Zlatá helma Sencor hokejové extraligy.